# تعاونية التأمين للتعليم

الشعار العربي لتعاونية التأمين للتعليم

الشعار الفرنسي لتعاونية التأمين للتعليم

تعاونية التأمين للتعليم (بالفرنسية: Mutuelle Assurance de l'Enseignement أو اختصارًا MAE)‏ شركة تونسية للتأمين، هي شركة ذات صبغة تعاونية و قد أحدثت اثر انتهاء أنشطة تعاونية التأمين للمعلمين الفرنسيين في تونس عام 1962
كان منخرطوها – خلال العشرية الأولى المربين فقط واقتصر نشاطها على تأمين السيارات. ولقد تقرر ضمن تمشّيها التطوري وتنوع سياستها – أن تعطي الإمكانية للموظفين أن ينخرطوا فيها ثم الأجراء وكذلك المهن الحرة.
وبمرور الوقت وتطور سوق التأمين وخاصة في مجال المنافسة، وسعت تعاونية التأمين للتعليم مجال نشاطها التجاري وذلك بانفتاحها على المؤسسات والجمعيات. وهكذا شملت التعاونية قطاعات أخرى كالتأمين على الحياة والمسؤولية المدنية العامة والأخطار التقنية.

## وصلات خارجية
- الموقع الرسمي لتعاونية التأمين للتعليم.